# 特莱姆森省
特莱姆森省（阿拉伯语：‎）是阿尔及利亚北部的一个省，首府特莱姆森。境內有特萊姆森國家公園。1974年，阿爾及利亞當局將舊奥兰省以及其他省的部分領土劃出成立特莱姆森省。
34°53′N 1°19′W / 34.88°N 1.32°W